# Betzenberg (Schönbuch)

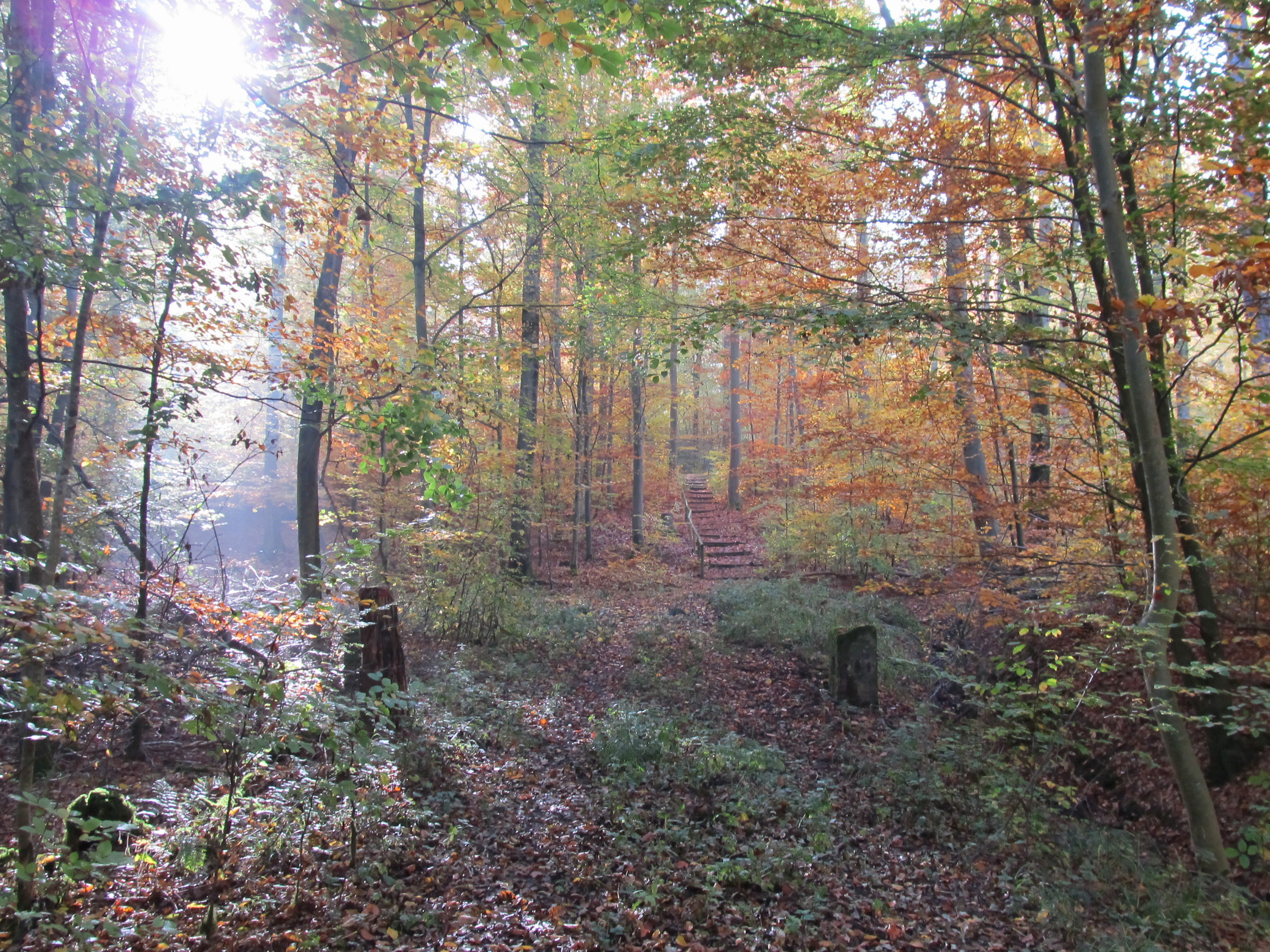
Betzenberg: Wald auf dem Nordteil

Der Betzenberg ist ein 499,5 m ü. NHN hoher Berg im Schönbuch, einem bergigen Waldgebiet des süddeutschen Keuperberglands. Er liegt beim Waldenbucher Ortsteil Glashütte in den baden-württembergischen Landkreisen Böblingen und Esslingen.

## Geographie

### Lage
Der Betzenberg erhebt sich im Naturpark Schönbuch. Sein Gipfel liegt 1,7 km südsüdwestlich des kleinen Dorfs Glashütte, einem südöstlichen Stadtteil vom nördlich des Berges gelegenen Waldenbuch im Landkreis Böblingen, 4,5 km westlich der Ortschaft Neuenhaus, einem Stadtteil von Aichtal im Landkreis Esslingen, und 3,3 km ostnordöstlich der im benachbarten Landkreis Tübingen gelegenen Gemeinde Dettenhausen. Südöstlich und südsüdöstlich des Bergs befinden sich im angrenzenden Landkreis Reutlingen jenseits von Fließgewässer Schaich, Höhenrücken Schaichberg (456 m) und Bundesstraße 27 mit den Dörfern Häslach und Walddorf die beiden Gemeindeteile von Walddorfhäslach (Landkreis Reutlingen).
Über den Betzenberg verläuft von Nordosten kommend die Grenze der Landkreise Böblingen und Esslingen. Sie knickt auf der Bergkuppe nach Süden ab, um im Schaichtal an der Grenze zum Landkreis Reutlingen zu enden. Etwa 1,5 km westsüdwestlich dieser Endstelle liegt unterhalb der Südflanke des Bergs im selben Tal mit der Grenze der Landkreise Böblingen, Reutlingen und Tübingen ein Dreiländereck.
Die höchste Stelle des Betzenbergs liegt 1,7 km südsüdwestlich des manchmal zur großflächigen Schönbuchlichtung gezählten Dorfs Glashütte, von wo das Gelände zur Bergkuppe hin ansteigt. Sie befindet sich direkt auf dem Waldweg Dettenhäuser Sträßle.
Die Nachbarn des Betzenbergs sind – mit Höhe in Meter über Normalhöhennull (NHN): Uhlberg (469,6 m) im Nordosten, Steinenberg (383,1 m; mit Aichtalbrücke) im Osten, Schaichberg (456 m) im Südosten, Eichenfirst (502 m) im Südwesten und Günzberg (490,5 m) im Westen.
Nördlich des Betzenbergs fließt etwa in West-Ost-Richtung durch das Tal von Waldenbuch, Glashütte und Neuenhaus die Aich, ein westlicher bzw. linker Neckar-Zufluss; die oberhalb der Aich gelegene Nordostflanke des Berges heißt Neuhauser Wand. Auch ungefähr in dieser Richtung verläuft südlich des Berges zwischen Dettenhausen und Neuenhaus der vom Bromberg kommende Aich-Zufluss Schaich.
Zu den Straßen rund um den Betzenberg gehören die Bundesstraße 464 im Süden und die bereits genannte B 27 im Südosten. Von ersterer zweigt die Landesstraße 1208 in Richtung Nordosten ab, die durch Dettenhausen nach Waldenbuch führt. Dort kreuzt die L 1185, die nördlich vorbei an Glashütte entlang der Aich nach Neuenhaus verläuft, um kurz darauf unter der vierspurigen B 27 (1.161 m lange Aichtalbrücke) hindurchzuführen. Weil aber keine Straßen auf den Berg führen, ist er ausschließlich auf Waldwegen zu erreichen.

### Naturräumliche Zuordnung
Der Betzenberg gehört in der naturräumlichen Haupteinheitengruppe Schwäbisches Keuper-Lias-Land (Nr. 10), in der Haupteinheit Schönbuch und Glemswald (104) und in der Untereinheit Schönbuch (104.1) zum Naturraum Nördlicher Schönbuch (104.15). In Bergnähe befindliche Nachbarnaturräume sind: Walddorfer Platten (104.13) im Süden und Holzgerlinger Platte (104.14) im Westen.

## Geologie
Der Betzenberg liegt nordöstlich der Brombergspalte, einer wichtigen tektonischen Bruchlinie, die sich durch den Schönbuch zieht. Damit liegt der Berg auf der nördlichen Schönbuchscholle, die sich gegenüber den südlichen stark abgesenkt hat. Auf der nördlichen ist im Gegensatz zur südlichen Scholle die älteste Schicht des Jura, der Schwarze Jura, großflächig erhalten geblieben. Letzterer bildet auch die Decke des Betzenbergs. Erst darunter folgen die für den Schönbuch typischen Keuperschichten. Die südlich des Bergs fließende Schaich schneidet diese Schichten bis zum Stubensandstein an, große Teile des Südhangs werden durch Knollenmergel gebildet.

## Geschichte
Am Betzenberg finden sich mehrere Grabhügel und Überreste aus der Hallstattzeit und ein Friedhof aus der Römerzeit.
Zudem gibt es auf dem Berg eine keltische Viereckschanze, die sich 1,8 km ostnordöstlich von Dettenhausen nahe dem Südrand der Braunäcker am Dettenhäuser Sträßle befindet. Einer Schautafel vor Ort ist zu entnehmen: Die ungefähr quadratische Anlage ist ein von Erdwall und Graben umfriedeter Tempelbezirk aus spätkeltischer Zeit (1. Jahrhundert n. Chr.). Auf Grund von Ausgrabungen in anderen gleichen Schanzen ist bekannt, dass sich darin ein viereckiger Holztempel und tiefe Opferschächte befanden. Auf der Südseite ist ein Tor mit durchlaufendem Graben davor.
Der bewaldete Betzenberg ist Teil des 1972 gegründeten Naturparks Schönbuch.
Am 26. Dezember 1999 zog Orkan Lothar auch durch Deutschland. Im Schönbuch, so auch am Betzenberg, hinterließ er großflächigen Windwurf. Anschließender Borkenkäferbefall verschärfte die Situation. In Erinnerung an Lothar wurde auf dem Berg rund 500 m südlich der hölzernen Waldhütte Weißes Häusle am Waldweg Siebenbuchenwasensträßchen ein Gedenkstein aufgestellt: Auf einer auf dem Stein montierten Holztafel befindet sich ein Gedicht von Goethe.

## Riesenmammutbäume
Neben den heimischen Baumarten wachsen am Betzenberg aus Nordamerika importierte Riesenmammutbäume (Sequoiadendron giganteum). Nachdem diese Baumart erst 1850 von den Europäern entdeckt worden war, ließ König Wilhelm I. Samen nach Europa bringen und in der Wilhelma aussäen. Im kalten Winter 1879/80 erfroren allerdings die meisten dieser Bäume, die wenigen verbliebenen wurden unter anderem am Betzenberg verteilt. Darunter sind drei Exemplare, die 1,2 km südöstlich des Dorfs Glashütte am Waldwegabzweig des Siebenbuchenwasensträßchen vom Dettenhäuser Weg an der Waldhütte Weißes Häusle direkt nebeneinander stehen. Ein weiterer Baum dieser Gattung ist der zurzeit mit etwa 50 m höchste Baum im Schönbuch, der 2,2 km ostnordöstlich der Johanneskirche Dettenhausen, nahe dem Südrand der Streuobstwiese Braunäcker, rund 20 m vom Kreuzungspunkt der Waldwege Dettenhäuser Weg/Einsiedlersträßchen und in der Nähe des Jakob-Kayser-Steins steht.

## Schutzgebiete
Der Betzenberg gehört ganz zum nordöstlichen Bereich des mehrteiligen und 112,4713 km² großen Fauna-Flora-Habitat-Gebiets Schönbuch (FFH-Nr. 7420-341). Seine Südflanke ist Teil des 1995 ausgewiesenen und 467,8 km² großen Naturschutzgebiets Schaichtal (CDDA-Nr. 165357; NSG-Nr. 1.210), das sich durch üppige Ufervegetation, Seen und Tümpel, seltene Arten wie Eisvogel, Feuersalamander und Wasseramsel und die Bauchige Windelschnecke (Vertigo moulisiana) auszeichnet. Ein etwas größeres Gebiet seiner Südflanke ist Teil des mehrteiligen 153,6203 km² großen Vogelschutzgebiets Schönbuch (VSG-Nr. 7420-441). Auf dem Ostteil des Bergs liegt das 1961 ausgewiesene und 8,96 km² große Landschaftsschutzgebiet LSG Schönbuch vom 1. Dezember 1961 (CDDA-Nr. 324244; LSG-Nr. 1.16.037) und in seinem Westteil das 1989 ausgewiesene und 10,44 km² große Landschaftsschutzgebiet Waldenbuch/Steinenbronn (CDDA-Nr. 325545LSG-Nr. 1.15.083).

## Waldlehrpfad Betzenberg
Auf dem Nordhang des Bergs befindet sich östlich der bei Glashütte gelegenen Breitwiesen der Waldlehrpfad Betzenberg. Der nahe der Burkhardtsmühle am Wanderparkplatz Scheerwässere (zu erreichen von der L 1185) beginnende Lehrpfad mit sieben Schautafeln ist 3,5 km lang. Auf dem Rundweg kann man sich über Geschichte, Geologie, Flora und Fauna des Bergs informieren. Der Pfad führt unter anderem entlang der Neuhauser Wand und an einen Steinbruch des Stubensandsteins heran, der das Schaich- und Aichtal weithin bekannt gemacht hat, und passiert einen Tümpel. Leicht verständlichen Texten sind Informationen zu wichtigen Siedlungsepochen wie Hallstatt-, Kelten- und Römerzeit, das Hoch- und Spätmittelalter und zur Bedeutung von Flurnamen wie Mädleswiesen zu entnehmen. Je ein Kinderspiel- und Grillplatz sorgen für Abwechslung. Ein Spaziergang auf dem Waldlehrpfad dauert etwa 1,5 bis 2 Stunden.

## Steine und Brunnen

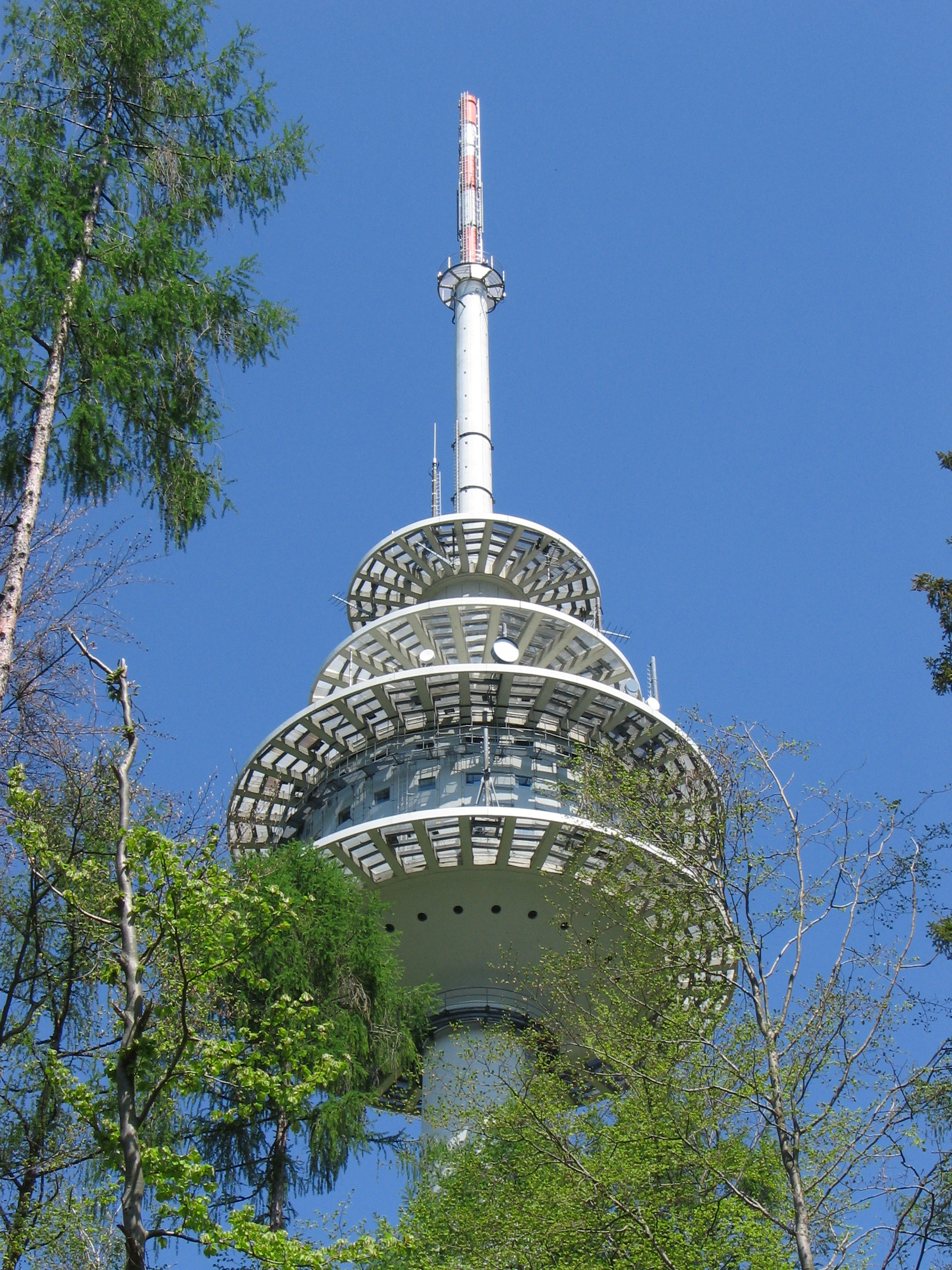
Fernmeldeturm Waldenbuch auf dem Betzenberg

Am und auf dem Betzenberg gibt es viele alte forstwirtschaftliche Abteilungssteine, an unterschiedliche Ereignisse erinnernde Gedenksteine und zudem mehrere alte Brunnen. Neben zuvor erwähntem Gedenkstein zum Orkan Lothar gibt es beispielsweise den Stein für Jak. Kayser (Südrand der Braunäcker am Dettenhäuser Sträßle, nahe dortigem Mammutbaum), der dort im Jahr 1919 von einer Tanne erschlagen wurde. Zu den Brunnen des Berges gehören: Neubrunnen (an Neuer Walddorfer Schneise oberhalb vom Schaichtal), Scheerwässerebrunnen (an der Neuhauser Wand oberhalb vom Aichtal) und Stellenbrunnen (knapp 750 m nordöstlich vom Weißen Häusle südlich der Neuhauser Wand; mit Inschriften 1905 und 1909).

## Fernmeldeturm Waldenbuch
Auf der Kuppe des Betzenbergs steht seit 1976 auf der Gemarkung Neuenhaus am Waldweg Dettenhäuser Sträßle der 128,6 m hohe, in Stahlbetonbauweise errichtete Fernmeldeturm Waldenbuch. Der von Weitem sichtbare Turm dient dem Mobil- und BOS-Funk.